# Nadelfabrik Schmauser
Die Nadelfabrik Schmauser ist ein deutsches Unternehmen, das Nadeln herstellt. Nach eigenen Angaben ist sie die älteste Nadelfabrik weltweit.

## Geschichte
Am 17. Oktober 1723 wurde Leonhard Schmauser zu Schwabach als Meister in die Zunft des Nadlerhandwerks aufgenommen. Dieser Tag gilt als Gründungsdatum der Nadelfabrik. Später wurde auch in Nürnberg produziert.
1814 hatte das Unternehmen 270 Meister, 219 Gesellen und über 1000 Hilfskräfte, die jährlich 300 Millionen Nadeln produziert haben sollen. Die fabrikmäßige Herstellung der Nadeln mit Dampfmaschinen begann 1869. Schmauser gilt als der älteste deutschen Nadelhersteller und zählt zu den ältesten deutschen Unternehmen.
In den 1920ern produzierte die Firma den gehärteten Stahlnagel Sigurd, der zum Verkaufsschlager wurde. In der heutigen Zeit produziert die Firma als Zulieferfirma für Textil- und Automobilindustrie. Produkte kommen auch in der Klima- und Lüftungstechnik sowie in der Spielzeugindustrie zum Einsatz.

## Aktuelle Situation
Im November 2024 geriet die Fabrik in die Schlagzeilen, als sie Insolvenz anmelden musste. Im Anschluss erfolgte eine breite Medienberichterstattung. Als ein Grund für die Insolvenz wird die Energiekrise seit 2022 sowie die verringerte Nachfrage an Automobilteilen auf Grund des Abgasskandals 2019 angesehen.